# ロール・ザ・ボーンズ (ラッシュのアルバム)
『ロール・ザ・ボーンズ』 (Roll The Bones) は、カナダ出身のロックバンド、ラッシュの14作目のスタジオ・アルバム。
前作に引き続き、ルパート・ハインを共同プロデューサーに迎えた。
バンドにとって商業的成功への復帰作となり、米国で第3位、英国で第10位、カナダで第11位を記録した。
前作「プレスト」と同様にシンセサイザーを減らし、ギターを主体としたサウンドになっており、歌詞はニール・パートが歌詞の実験をしているときに考案した、人生の様々な局面における偶然の要素に関する事柄がテーマとなっている。
リードシングル「ドリームライン」はアメリカのビルボード・アルバム・ロック・トラックスで1位を獲得した。1992年「Where's My Thing? (Part IV, "Gangster Of Boats" Trilogy)」はラッシュにとって2曲目となるグラミー賞の最優秀ロック・インストゥルメンタル・パフォーマンス部門にノミネートされた。

## 背景
アルバムのための作曲とリハーサルに9〜10週間、録音に8週間を要した。
1991年2月～5月にかけ、ケベック州モーリンハイツのル・スタジオとトロントのマクリア・プレイスで録音された。
熟練の曲作り、曲に与えるフィードバック、以前のアルバムよりも幅広い音楽性を達成できる能力から、ルパート・ハインとの仕事の継続を望んだ。前作と同様に製作は順調に進み、ベースとドラムのパートは4日、ギターは8日で仕上げた。当初1992年1月にアルバムをリリースする予定だったが、2ヶ月早く完成させた。
ドラムの音作りにおいて、ほとんど楽曲でアコースティックドラムを使用し、電子キット類の使用は最低限となっている。また、ニール・パートは「整理されすぎていて、構築的すぎる」傾向があることに気づき、「ロール・ザ・ボーンズ」では意図的により自然な演奏を捉えるため、レコーディング当日に録音を行い、リハーサルを行わなかった楽曲がある。
「ロール・ザ・ボーンズ」について、ニール・パートは「グループはレコーディングの各段階が特に楽しく、満足のいくものであった」、「それはグループ内の『新しい信念、再生の感覚』に火をつけた」と述べており、ゲディ・リーはアルバムのための作曲セッションを「『非常にポジティブ』で『楽観的』であった」と述べている。

## 収録曲
| 全作詞: ニール・パート、全作曲: アレックス・ライフソン ＆ ゲディ・リー。 |                                                              |                |                                        |      |
| #                                                                        | タイトル                                                     | 作詞           | 作曲・編曲                             | 時間 |
| 1.                                                                       | 「Dreamline」                                                | ニール・パート | アレックス・ライフソン ＆ ゲディ・リー | 4:37 |
| 2.                                                                       | 「Bravado」                                                  | ニール・パート | アレックス・ライフソン ＆ ゲディ・リー | 4:35 |
| 3.                                                                       | 「Roll The Bones」                                           | ニール・パート | アレックス・ライフソン ＆ ゲディ・リー | 5:30 |
| 4.                                                                       | 「Face Up」                                                  | ニール・パート | アレックス・ライフソン ＆ ゲディ・リー | 3:54 |
| 5.                                                                       | 「Where's My Thing? (Part IV, "Gangster Of Boats" Trilogy)」 | ニール・パート | アレックス・ライフソン ＆ ゲディ・リー | 3:49 |
| 6.                                                                       | 「The Big Wheel」                                            | ニール・パート | アレックス・ライフソン ＆ ゲディ・リー | 5:13 |
| 7.                                                                       | 「Heresy」                                                   | ニール・パート | アレックス・ライフソン ＆ ゲディ・リー | 5:27 |
| 8.                                                                       | 「Ghost Of A Chance」                                        | ニール・パート | アレックス・ライフソン ＆ ゲディ・リー | 5:18 |
| 9.                                                                       | 「Neurotica」                                                | ニール・パート | アレックス・ライフソン ＆ ゲディ・リー | 4:39 |
| 10.                                                                      | 「You Bet Your Life」                                        | ニール・パート | アレックス・ライフソン ＆ ゲディ・リー | 5:01 |

## チャート
| Year | Chart                | 最高順位 |
| ---- | -------------------- | -------- |
| 1991 | Billboard 200        | 3        |
| 1991 | 全英アルバムチャート | 10       |